# Hélène Loiselle
Hélène Loiselle (* 17. März 1928 in Montreal; † 8. August 2013 in Québec) war eine kanadische Schauspielerin mit Charakterrollen in Film, Fernsehen und Theater. Sie galt als vielseitige Theaterdarstellerin und spielte zwischen den 1950er und 2000er Jahren auch in verschiedenen französischen Kinoproduktionen, darunter in Mein Onkel Antoine oder Ausnahmezustand.

## Leben und Karriere
Hélène Loiselle wurde 1928 in Montreal geboren. Im Alter von sieben Jahren spielte sie im Internat erste Bühnenrollen. Mit siebzehn Jahren bekam sie ein Vorsprechen für Privatunterricht bei François Rozet, die zu diesem Zeitpunkt eine Schauspielschule leitete. Von dort wechselte sie im Jahr 1945 zur Compagnons de Saint-Laurent, wo sie auch ausländische Dramen-Klassiker kennenlernte. Mit ihrem Ehemann dem Schauspieler Lionel Villeneuve verließ sie Kanada 1952 Richtung Paris. Offen für zeitgenössisches aber auch klassisches Theater, spielte Hélène Loiselle in Stücken von Marcel Dubé, Racine, Réjean Ducharme, Neil Simon, Françoise Loranger, Tschechow, Tennessee Williams oder Wajdi Mouawad.
Mitte der 1950er Jahre wandte sich Loiselle dann auch dem Fernsehen zu und trat dort in Episoden von erfolgreichen französischen Serien auf. Ihre erste Kinorolle spielte Hélène Loiselle 1959 in Louis Portugais Produktion Il était une guerre. 1971 war es der Regisseur Claude Jutra, der sie für sein Drama Mein Onkel Antoine besetzte. Zu Beginn der 1970er Jahre spielte sie dann in Kinoproduktionen von Regisseuren wie Jean Bissonnette, Louis-Georges Carrier oder Denys Arcand. Der Regisseur Michel Brault gab ihr 1974 die weibliche Hauptrolle in seinem Historiendrama Ausnahmezustand.
Ihre letzte Kinorolle spielte sie im Jahr 2006 für die Produktion Dans les villes von Regisseurin Catherine Martin.
Hélène Loiselle starb am 8. August 2013 im Alter von 85 Jahren.

## Auszeichnungen
- 2001: Prix-Jutra-Nominierung in der Kategorie Meilleure Actrice für La Bouteille
- 2006: Prix Denise-Pelletier

## Rollen als Schauspielerin (Auswahl)

### Kino
- 1959: Il était une guerre
- 1971: Mein Onkel Antoine (Mon oncle Antoine)
- 1971: Tiens-toi bien après les oreilles à Papa
- 1972: La maudite galette
- 1972: Le p'tit vient vite
- 1973: Réjeanne Padovani
- 1974: Ausnahmezustand (Les ordres)
- 1982: Doux aveux
- 1989: Sous les draps, les étoiles
- 1992: Montréal vu par...
- 1999: Post Mortem
- 2000: La bouteille
- 2001: Mariages
- 2006: Dans les villes

### Fernsehen
- 1955: Cap-aux-sorciers (Fernsehserie, eine Episode)
- 1956: Le survenant (Fernsehserie, eine Episode)
- 1957: Opération-mystère (Fernsehserie, eine Episode)
- 1970: À la branche d'Olivier (Fernsehserie, eine Episode)
- 1976: Le grenier (Fernsehserie, eine Episode)
- 1977: Duplessis (Fernsehminiserie)
- 1984: Laurier (Fernsehminiserie)
- 1987: Lise, Pierre et Marcel (Fernsehminiserie)
- 1993: Blanche (Fernsehserie, vier Episoden)
- 1995: Sous un ciel variable (Fernsehserie, eine Episode)
- 1996: Virginie (Fernsehserie, eine Episode)

### Kurzfilm
- 1960: Walk Down Any Street
- 1972: Françoise Durocher, Waitress
- 2005: Une chapelle blanche
- 2008: Gilles

### Theater
- 1945: On ne badine pas avec l'amour, von Alfred de Musset
- 194?: Britannicus, von Jean Racine
- 194?: Henri IV, von Luigi Pirandello
- 1951: L'Annonce faite à Marie, von Paul Claudel
- 1953: Zone, von Marcel Dubé
- 1959: Bousille et les justes, von Gratien Gélinas
- 196?: Victor ou les Enfants au pouvoir, von Roger Vitrac
- 196?: Oncle Vania, von Anton Tschechow
- 196?: Les Trois Sœurs, von Anton Tschechow
- 1968: Le Cid maghané, von Réjean Ducharme
- 1968: Ines Pérée et Inat Tendu, von Réjean Ducharme
- 1968: Les belles-sœurs, von Michel Tremblay
- 1969: Médium saignant, von Françoise Loranger
- 1969: En pièces détachées, von Michel Tremblay
- 1971: À toi pour toujours, ta Marie-Lou, von Michel Tremblay
- 1971: En pièces détachées, von Michel Tremblay
- 1974: Un tramway nommé Désir, von Tennessee Williams
- 1980: Les Voisins, von Louis Saïa und Claude Meunier
- 1991: Les Chaises, von Eugène Ionesco
- 1992: La Leçon d'anatomie, von Larry Tremblay
- 1993: Yerma, von Federico García Lorca
- 1996: La Cantatrice chauve, von Eugène Ionesco
- 1998: L'Oiseau vert, von Carlo Gozzi
- 1999: Rêves, von Wajdi Mouawad
- 2000: Les Chaises, von Eugène Ionesco